# Kevin Stewart
Kevin Linford Stewart (Enfield, London, Anglia, 1993. szeptember 7. –) angol labdarúgó, aki jelenleg a Hull Cityben játszik, középpályásként.

## Pályafutása

### Tottenham Hotspur
Stewart 2010 júliusában csatlakozott a Tottenham Hotspur ifiakadémiájához. 2013 márciusában egy hónapra kölcsönvette a harmadosztályú Crewe Alexandra. Április 1-jén, egy Preston North End elleni bajnokin mutatkozott be. Ez volt pályafutása első mérkőzése a The Football League-ben.

### Liverpool
2014. július 2-án ingyen leigazolta a Liverpool, ahol két évre szóló szerződést írt alá. 2015. január 1-jén két csapattársával együtt egy hónapra kölcsönvette a negyedosztályban szereplő Cheltenham Town. Két nappal később, az Oxford United ellen debütált és gólt is szerzett. A hónap végén megsérült, így visszatért a Liverpoolhoz. Március 26-án egy hónapra a Burton Albionhoz került. A szezon utolsó meccsén csereként beállva győztes gólt szerzett, ezzel bebiztosítva a Burton bajnoki címét a negyedosztályban.
2015. július 11-én kölcsönben a Swindon Townhoz került. Szeptember 17-én, egy Newport County ellen Football League Trophy-meccsen térdszalagsérülést szenvedett, ami miatt hat hétig nem játszhatott. 2016 januárjában visszahívta magához a Liverpool. Január 8-án bemutatkozhatott a vörös mezesek első csapatában, egy Exeter City elleni FA Kupa-találkozón. A mérkőzés 2-2-es döntetlennel ért véget, a január 20-án rendezett újrajátszáson Stewart ismét lehetőséget kapott. Csapata 3-0-s győzelemmel jutott tovább. Február 14-én a Premier League-ben is bemutatkozhatott, csereként beállva az Aston Villa ellen 6-0-ra megnyert mérkőzésen. Pályára lépése után röviddel sárga lapot kapott. 2016. február 23-án 2020-ig szóló szerződést írt alá a Liverpoollal.

## Külső hivatkozások
- Kevin Stewart pályafutásának statisztikái a Soccerbase oldalon (angolul)

- Profilja a Liverpool honlapján